# Puotila (Helsinki)

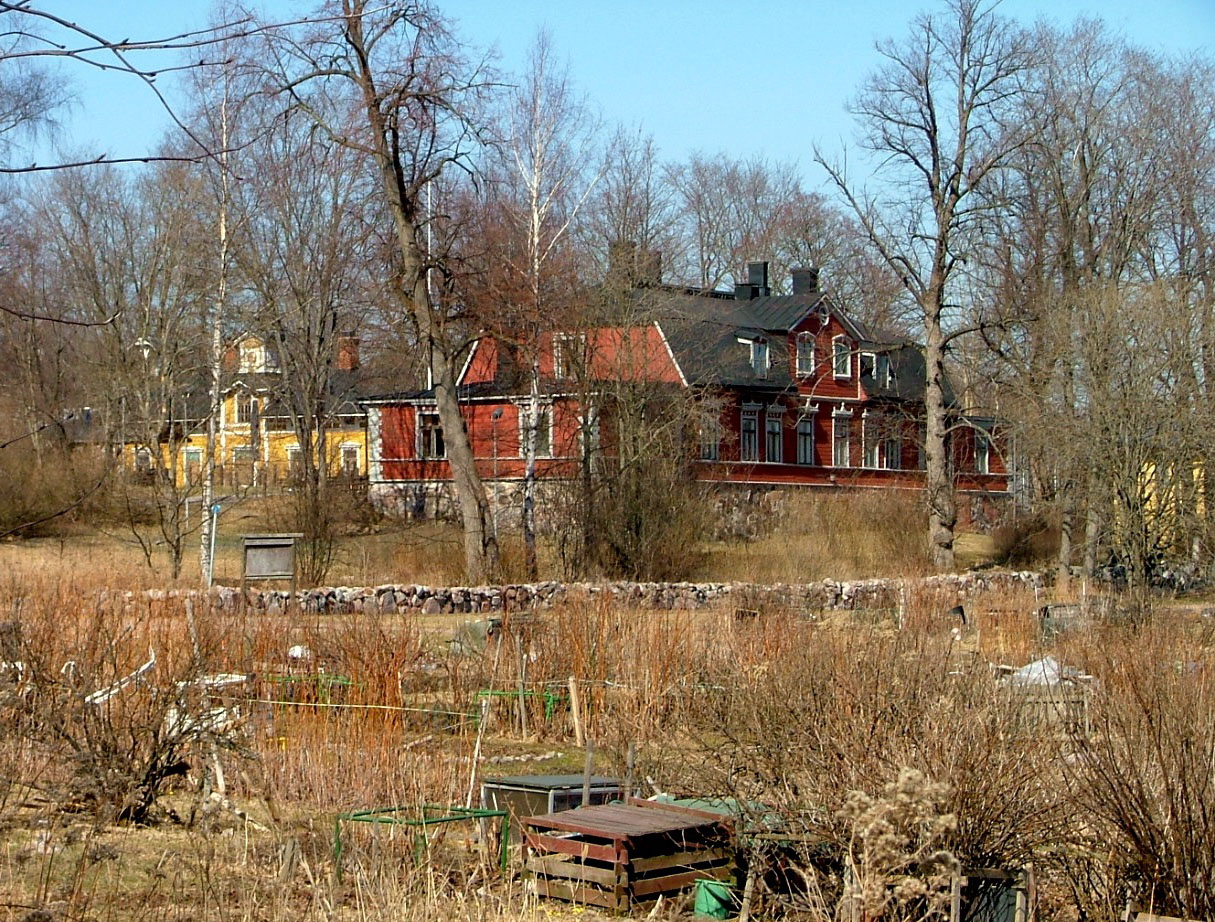
Le Manoir de Puotila.

Puotila (suédois : Botby gård) est une section du quartier de Vartiokylä d'Helsinki, la capitale de la Finlande.

## Description
Puotila a une superficie est de 0,91 km2, sa population s'élève à 4 851 habitants(1.1.2010) et il offre 734 emplois (31.12.2008).

## Galerie

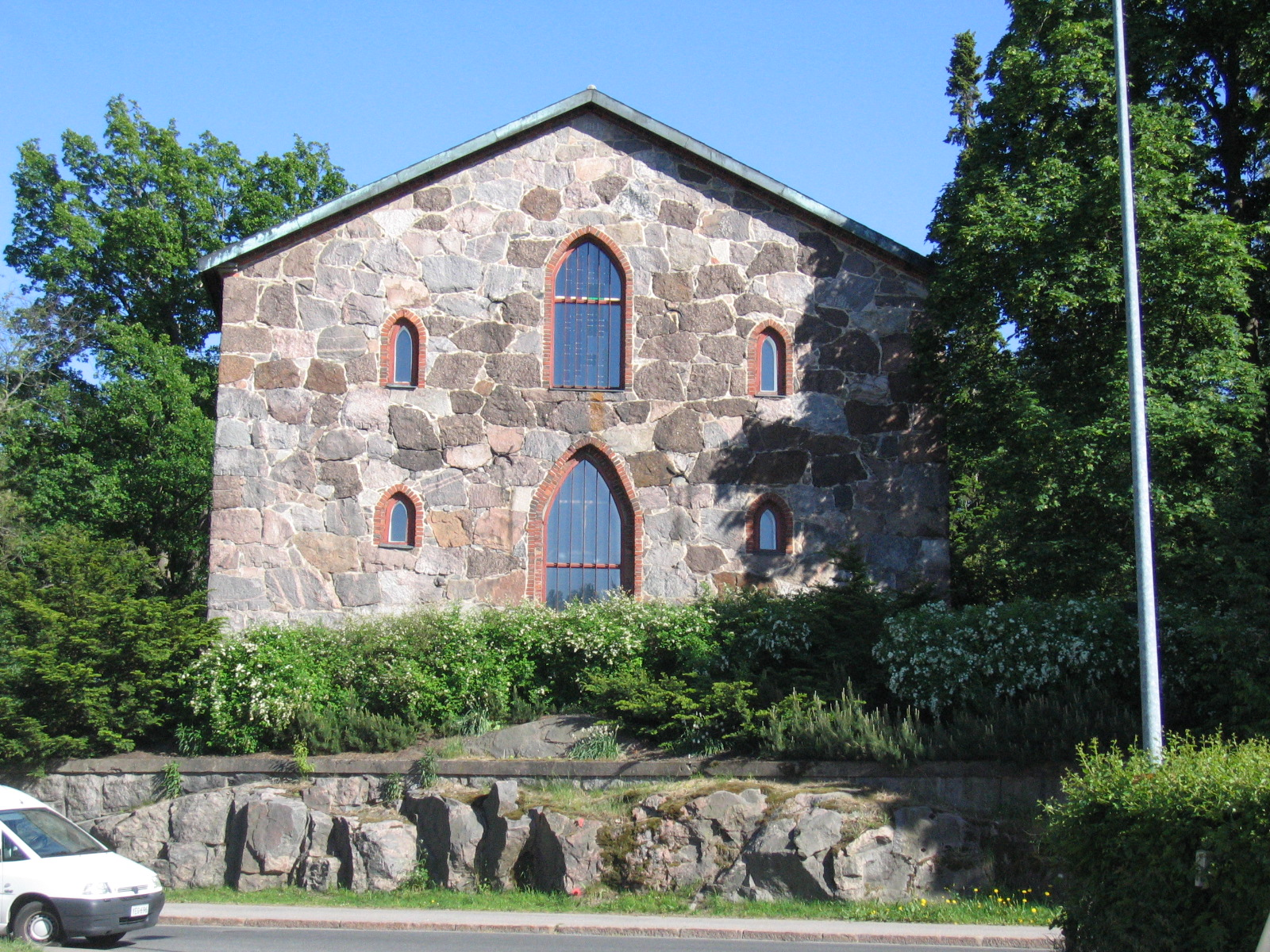
Chapelle de Puotila.
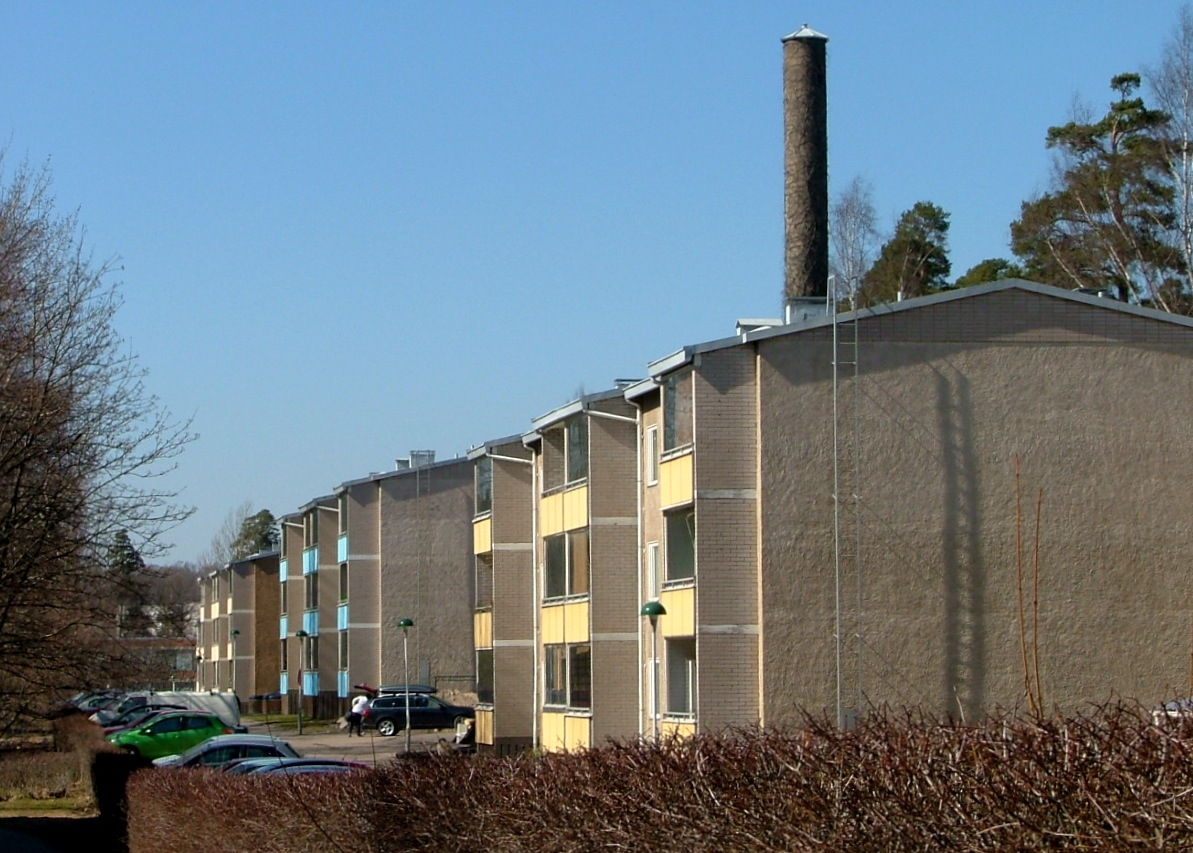
Résidences construites en 1960-61.
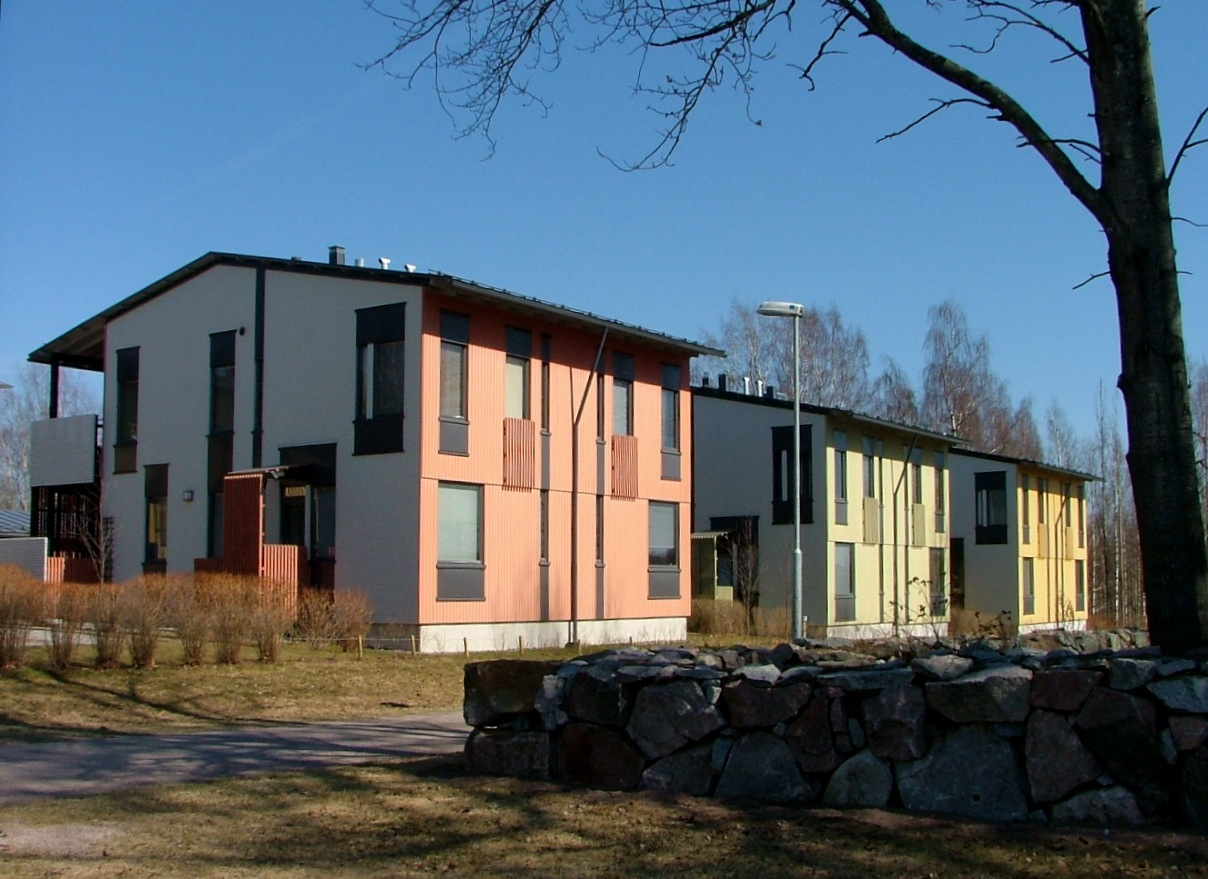
Maisons de bois construites en 2005 près du Manoir de Puotila.
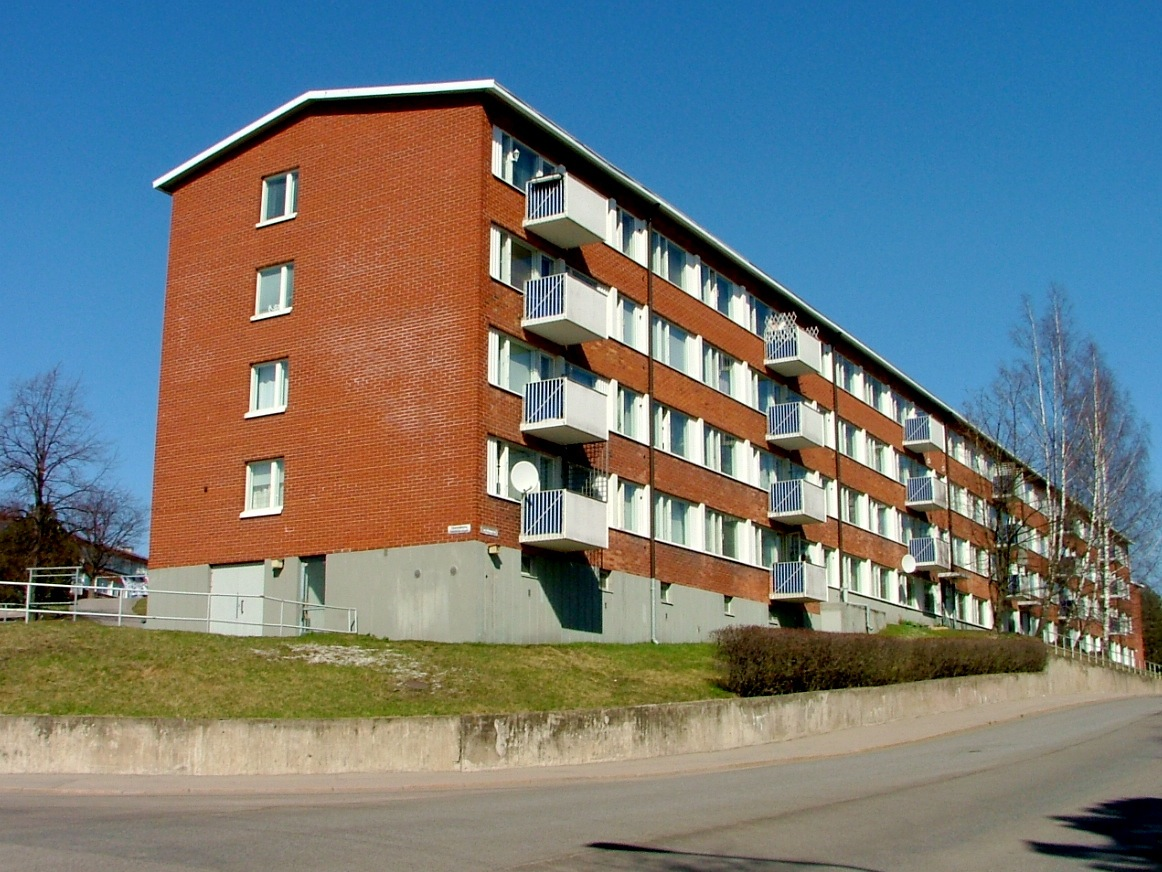
Immeubles construits en 1963 au coins des rues Rusthollarintie et Haarniskatie.
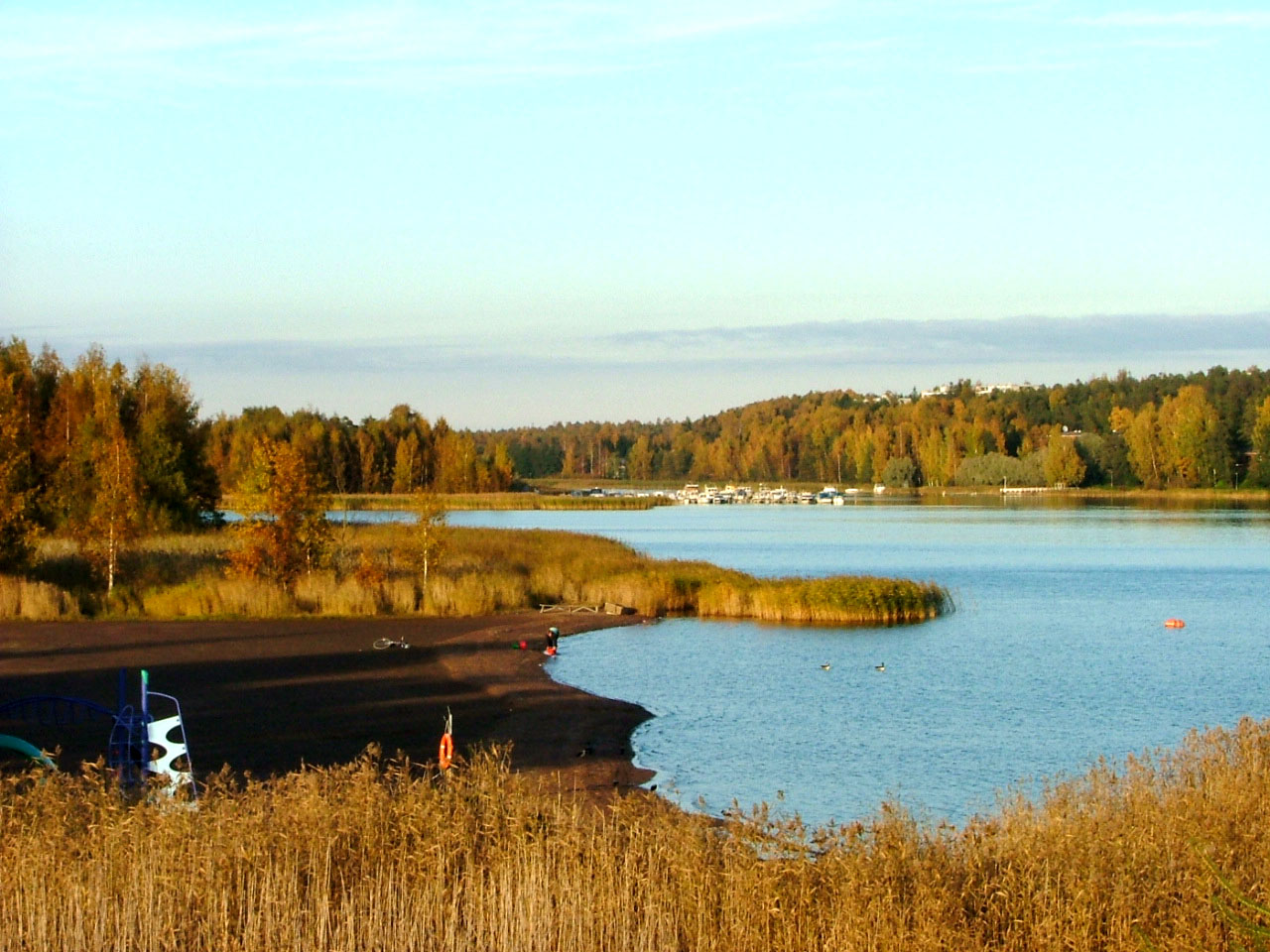
Vartiokylänlahti et plage de Puotila.
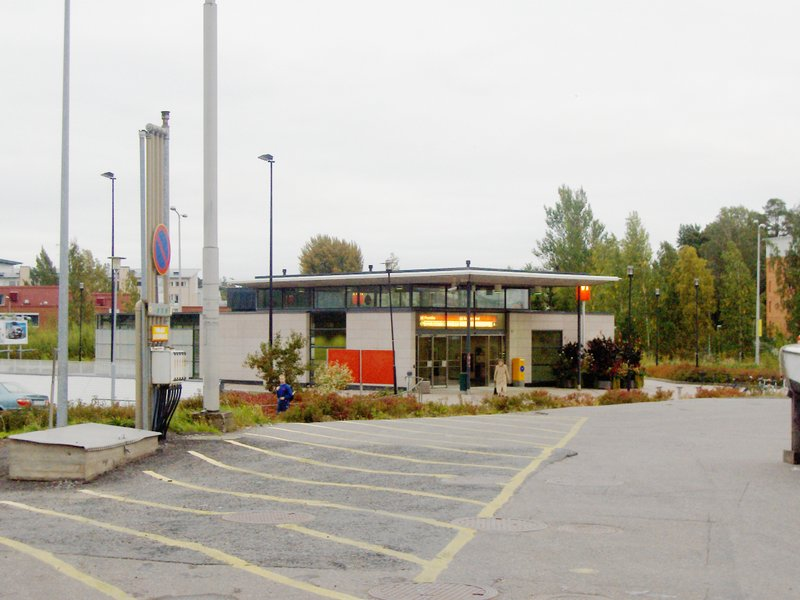
Station de métro de Puotila.